# A Moment like This
A Moment like This è il singolo di debutto della cantante pop statunitense Kelly Clarkson, pubblicato il 17 settembre 2002 dall'etichetta discografica RCA insieme a Before Your Love.
La canzone, scritta da Jörgen Elofsson e John Reid e prodotta da Steve Mac e Steve Ferrera, è stata estratta dall'album di debutto della cantante, Thankful.

## Tracce
1. Before Your Love
2. A Moment like This

## Cover di Leona Lewis
Nel 2006 Leona Lewis ripropose la canzone di Clarkson. La sua cover ebbe maggiore successo, piazzandosi al primo posto delle classifiche britanniche e irlandesi a fine anno.